# Castillo de San Marcos (Florida)
El Castillo de San Marcos es una fortaleza española de la ciudad de San Agustín, Florida, Estados Unidos. Se llamó Fort Marion de 1821 a 1942  y Fort St. Mark de 1763 a 1784 bajo ocupación británica.

## Historia

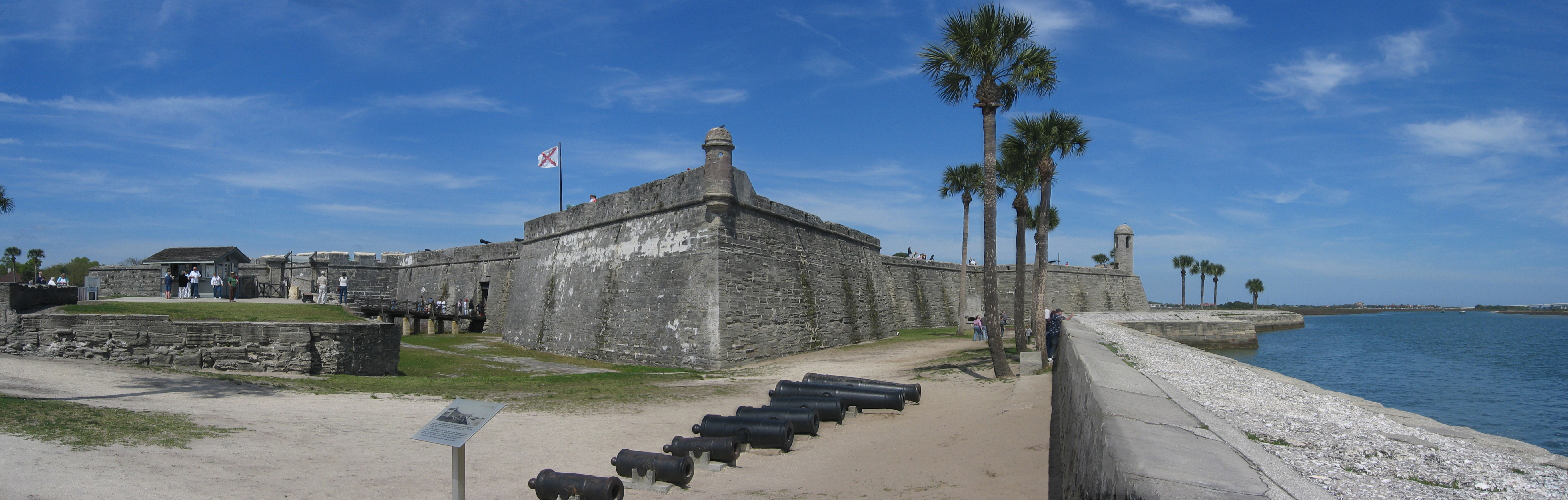
Vista de un baluarte del Castillo de San Marcos.

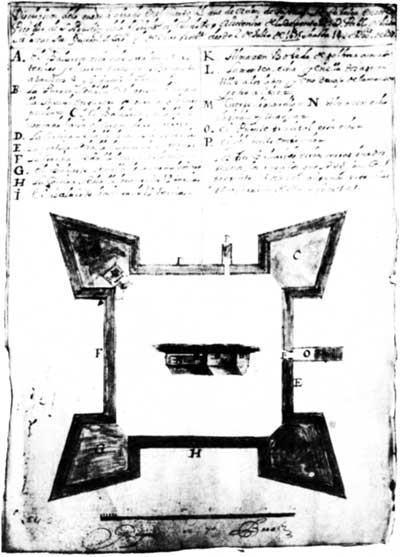
Plano del castillo realizado en 1677.

La ciudad de San Agustín fue fundada por España en 1565. Durante su primer siglo de existencia, nueve fuertes de madera defendieron la posición. Tras el ataque del pirata inglés Robert Searle en 1667, se decidió edificar un castillo de piedra para proteger la ciudad. La construcción del Castillo de San Marcos empezó el 2 de octubre de 1672.

## Construcción
El Castillo es una fortificación en estrella construida con coquina, una variedad de piedra caliza. Los trabajadores fueron traídos desde La Habana, Cuba. La coquina fue extraída de la isla Anastasia, al otro lado de la bahía, y llevada en barcos al sitio de construcción. En 1695, después de veintitrés años de arduo trabajo, la fortaleza quedó lista.

## Primer asedio británico

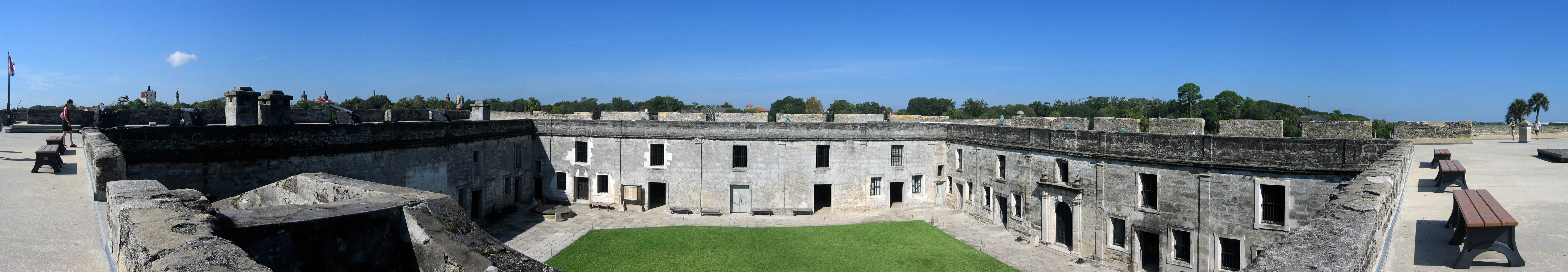
Vista del patio.

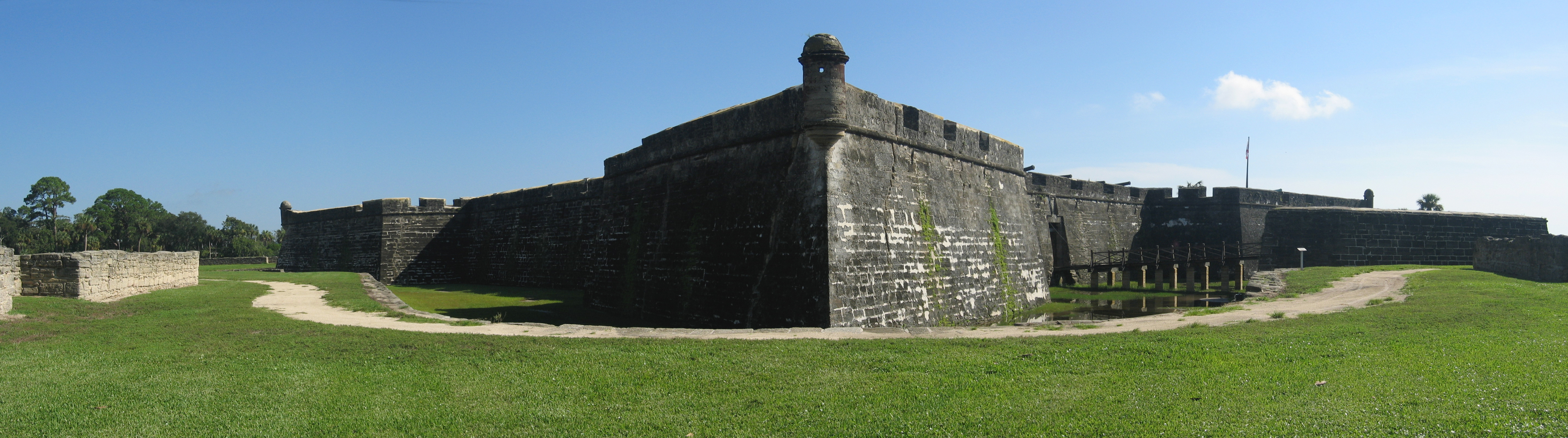
Otra vista del castillo.

En 1670, los ingleses fundaron Charles Town (en la actualidad, Charleston, Carolina del Sur) a solo dos días de navegación de San Agustín. En noviembre de 1702, fuerzas bajo el mando del gobernador de Carolina James Moore se dirigieron a conquistar la ciudad de San Augustin. Los 1200 residentes de San Agustín resistieron dos meses los ataques resguardados en el interior del castillo, junto a la guarnición de unos 300 soldados.
La artillería inglesa no fue eficaz contra los muros del castillo, gracias a la coquina, que se demostró muy eficaz al absorber el impacto de las balas, y una flota procedente de La Habana obligó a los británicos a quemar sus barcos, para evitar que fueran capturados, y a retirarse por tierra. Antes de partir prendieron fuego a la ciudad, que resultó en gran parte destruida.

## Segundo periodo de construcción
Después del sitio de 1702, el Castillo se reconstruyó bajo la dirección del ingeniero Pedro Ruiz de Olano. El interior se redistribuyó y las techumbres de madera se sustituyeron por bóvedas de piedra. Los muros se recrecieron dos metros.

## Segundo asedio británico
En 1739 estalló la Guerra del Asiento. El general James Oglethorpe puso sitio de nuevo al castillo y bloqueó la desembocadura del Río Matanzas, confiando en poder rendirlo con un bombardeo continuo. Sin embargo, un pequeño navío español pudo evadir el bloqueo y dar aviso a La Habana, desde donde se enviaron suministros. A los 38 días los ingleses terminaron el asedio sin haber conseguido rendir el castillo.
Para proteger el Castillo de San Marcos de futuros peligros y evitar el asedio por tierra, se vio la necesidad de proteger la entrada a San Augustin a través del río Matanzas. Para ello se mandó construir el Fuerte Matanzas (en inglés: Fort Matanzas National Monument), con lo que se previno futuras incursiones por tierra contra el fuerte de San Marcos.

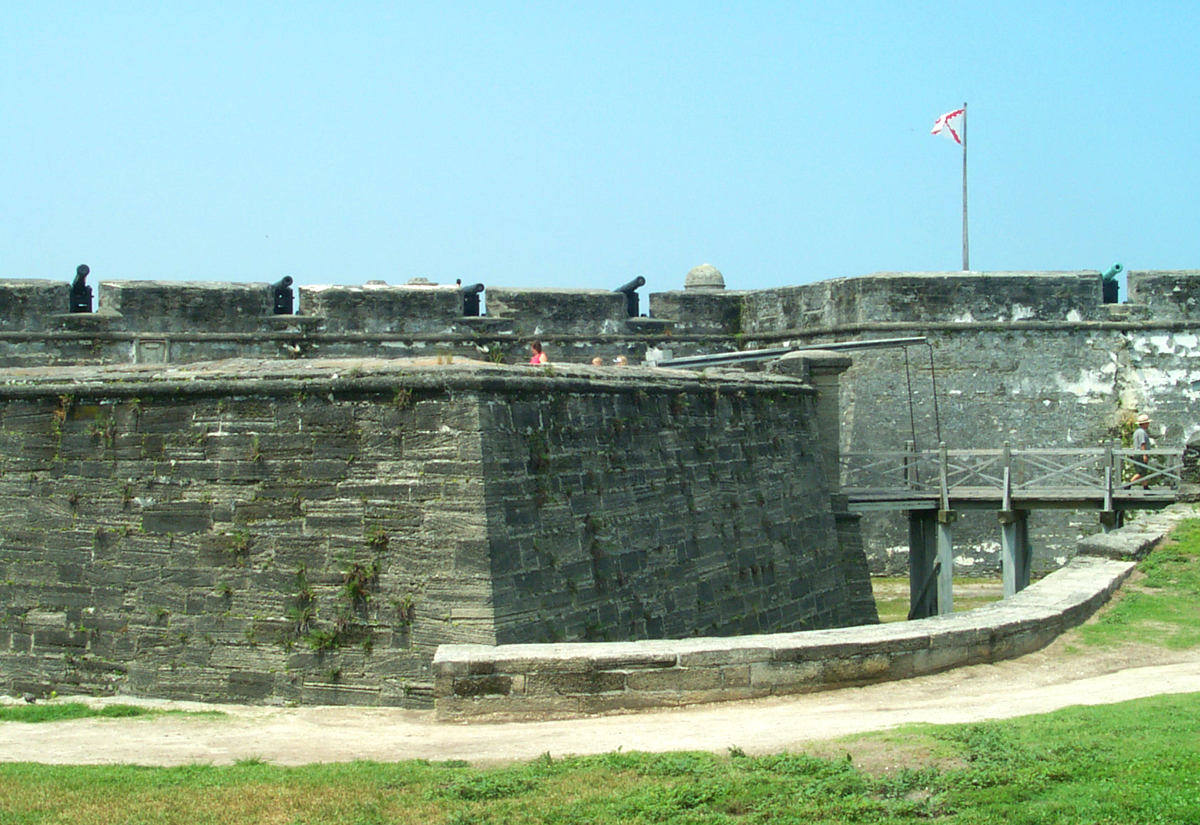
Cañones del Castillo de San Marcos.

## Ocupación británica

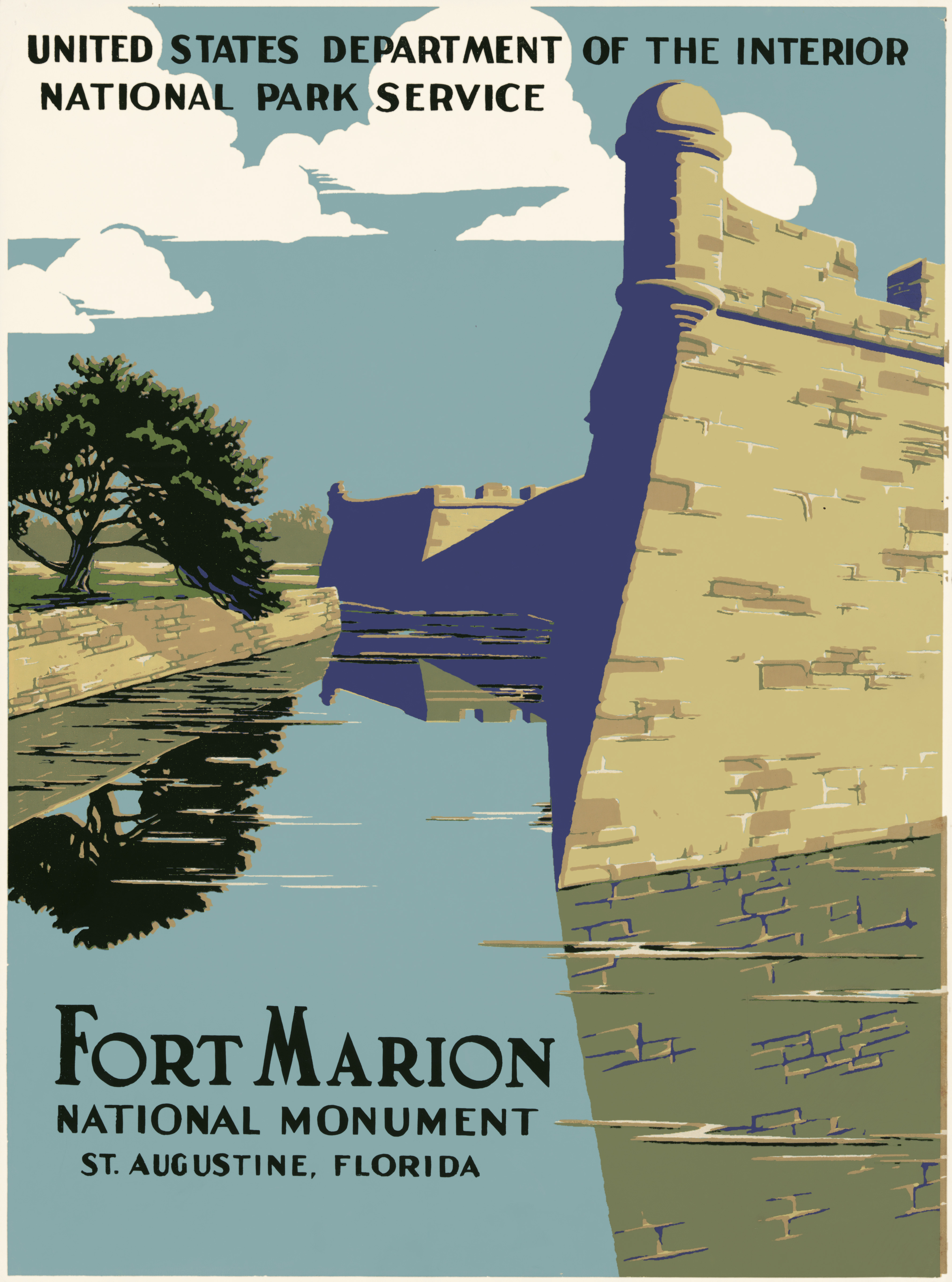
Póster de 1938, «Fort Marion National Monument».

Por el Tratado de París (1763), que puso fin a la Guerra de los Siete Años, Gran Bretaña obtuvo Florida a cambio de devolver a España La Habana y Manila. El Castillo perdió su importancia estratégica hasta la Revolución Estadounidense. San Agustín se convirtió en la capital de la colonia británica de East Florida. La fortificación se mejoró como base de operaciones del ejército británico en el sur y se empleó como prisión.
Con el Tratado de París (1783) y el fin de la Guerra de Independencia de los Estados Unidos, Florida fue devuelta a España.

## Segundo periodo español
La soberanía española sobre Florida solo se mantuvo hasta 1819, cuando por el Tratado de Adams-Onís Florida fue cedida a Estados Unidos. En este periodo el castillo no protagonizó ningún hecho de armas.

## Primer periodo estadounidense
Los estadounidenses rebautizaron el castillo como Fort Marion. Hubo pocos cambios, aunque algunos almacenes se transformaron en celdas, que se usaron durante las guerras semínolas.

## Guerra civil estadounidense

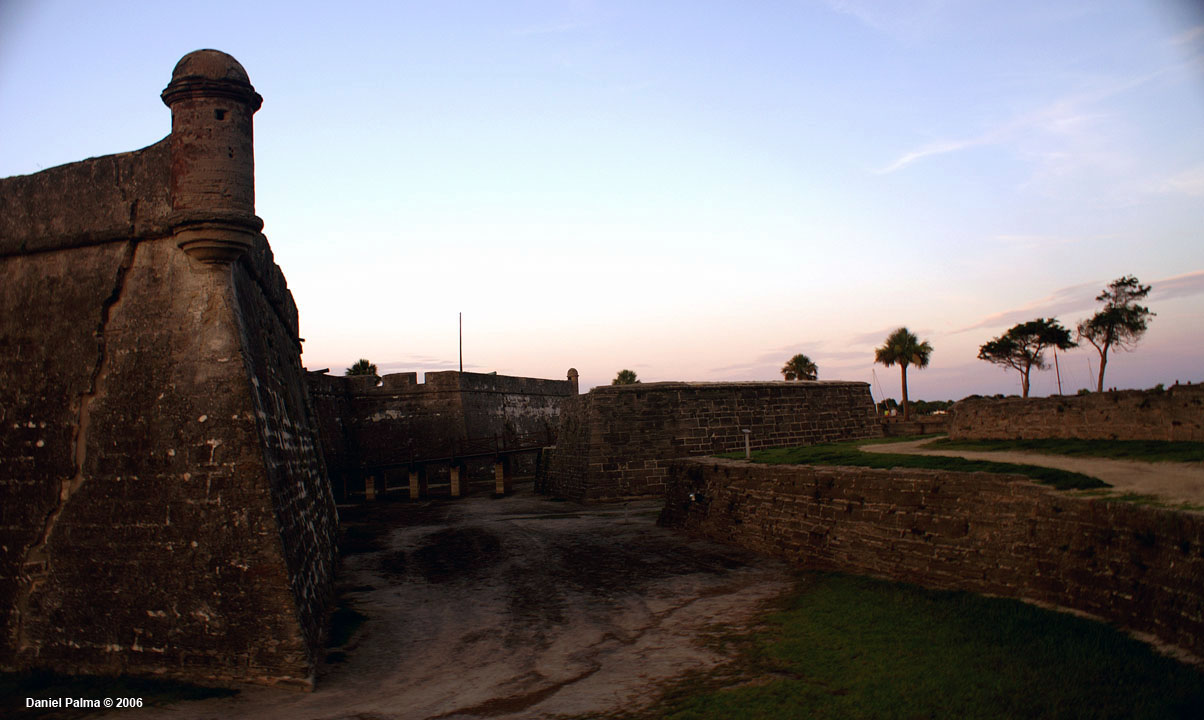
Puesta de sol en el Castillo de San Marcos.

En enero de 1861 al principio de la guerra civil estadounidense, Florida se separó de los Estados Unidos. La guarnición abandonó el fuerte y el ejército confederado lo ocupó sin un solo disparo. La artillería fue desmontada y enviada a otros lugares, dejando el castillo indefenso.

## Segundo periodo estadounidense
El castillo y la ciudad fueron recuperados por el navío de guerra USS Wabash que entró en la bahía el 11 de marzo de 1862 sin encontrar resistencia. El castillo se siguió usando como prisión militar durante todo el siglo XIX. En 1900 perdió su condición militar y en 1924 fue declarado monumento nacional. En 1942, recuperó el nombre original de «Castillo de San Marcos».